# Бараниківська сільська рада (Кремінський район)
Бараниківська сільська рада — колишній орган місцевого самоврядування у Кремінському районі Луганської області з адміністративним центром у с. Бараниківка.
14 липня 2017 року рада припинила свої повноваження та при'єдналася до Красноріченської селищної територіальної громади з адміністративним центром у селищі міського типу Красноріченське.

## Загальні відомості
Історична дата утворення: в 1977 році.

## Населені пункти
Сільській раді були підпорядковані населені пункти:
- с. Бараниківка

## Склад ради
Рада складалася з 16 депутатів та голови.

### Керівний склад ради
| ПІБ                                | Основні відомості                                                               | Дата обрання | Дата звільнення |
| ---------------------------------- | ------------------------------------------------------------------------------- | ------------ | --------------- |
| Агафонов Володимир Петрович        | Сільський голова, 1950 року народження, освіта, безпартійний                    | 26.03.2006   | 31.10.2010      |
| Бурлуцький Олександр Володимирович | Сільський голова, 1971 року народження, освіта середня спеціальна, безпартійний | 31.10.2010   |                 |

Примітка: таблиця складена за даними джерела